# Hrabariwka
Hrabariwka (ukr. Грабарівка; dawniej Izraiłówka, ukr. Ізраїлівка) – wieś na Ukrainie, w obwodzie winnickim, w rejonie mohylowskim, nad rzeką Serebryją.
We wsi znajduje się przystanek kolejowy Izrajiliwka, położony na linii Żmerynka – Mohylów Podolski.

## Historia
W czasach Rzeczypospolitej wieś leżała w województwie podolskim. Odpadła od Polski w wyniku II rozbioru.
W XIX i w początkach XX w. Izraiłówka położona była w Rosji, w guberni podolskiej, w powiecie mohylowskim. Była własnością Sulatyckich. Po I wojnie światowej w Związku Sowieckim. Od 1991 na niepodległej Ukrainie.